# Sod (posoda)
Sód je valju podobna zaprta posoda. Valj je pogosto nekoliko izbočen.
Sodi se uporabljajo pri transportu in shranjevanju tekočin (predvsem kapljevin). V vinarstvu, proizvodnji viskija in drugih pijač v sodih poteka tudi del proizvodnega procesa. Kakovost izdelka je pogosto zelo odvisna od kakovosti sodov, na primer od vrste in starosti lesa. Sestavni deli lesenega soda so dno in pokrov, doge in obroči. Sodarstvo je posebna obrt, zaradi podobnosti obdelave lesa včasih povezana s kolarstvom in mizarstvom.
Za sod kot prostorninsko mero glej: sod (prostorninska mera). 
Osnovni ploskvi soda kot geometrijskega telesa sta vzporedna kroga ali elipsi.
Kako izmeriti približno prostornino soda nam podaja enačba: 
{\displaystyle V={\frac {1}{15}}\pi h\left(2D^{2}+Dd+{\frac {3}{4}}d^{2}\right)\!\ ,}
kjer so: 
- h - višina soda,
- D - premer soda parabolično izbočenega dela,
- d - premer osnovne ploskve soda.